# Albert Eldh
Albert Eldh, född 17 augusti 1878 i Film, Uppland, död 30 november 1955 i Göteborg, var en svensk målare, grafiker och konstpedagog.
Eldh studerade vid Tekniska skolan i Uppsala 1903–1905 och för Carl Wilhelmson på Valands konstskola 1906–1908 samt på Konstnärsförbundets skola i Stockholm och under studieresor till bland annat Frankrike, Nederländerna och Tyskland. Separat ställde han ut i Stockholm och Göteborg. Han var periodvis verksam som ritare vid arkitektkontor och dekorationsfirmor innan han 1909–1939 var anställd som lärare vid Slöjdföreningens skola i Göteborg. Huvudparten av Eldhs produktion består av arbeten med dekorativ prägel för offentliga rum, bland annat har han producerat över tvåhundra kartonger för glasmålningar till kyrkor runt om i landet. Han var även verksam med dekorering av privat bostäder bland annat Axel Carlanders patriciervilla i Göteborg. Han utförde dessutom en mängd bokomslag och illustrationer bland annat till Sigurd Dahllöfs Sagor och äventyr och boken Göteborgsbilder.
Han var son till mästersmeden Jan Petter Eldh och Maria Wickman samt från 1904 gift med Alice Ottilia Henriksson (1881–1972) och far till Gunnar Eldh. Han var bror till Carl Eldh. Makarna Eldh är begravda på Kvibergs kyrkogård i Göteborg.